# 11. rujna
11. rujna (11. 9.) 254. je dan godine po gregorijanskom kalendaru (255. u prijestupnoj godini).
Do kraja godine ima još 111 dana.

## Događaji
- 1273. – Izborom grofa Rudolfa von Habsburga za kralja Svetoga Rimskog Carstva njemačke nacije, okončana je svađa oko prijestolja. To je bio početak uspona Habsburgovaca na položaj najmoćnijega njemačkog plemstva, koje je gotovo neprekidno do 1806. vladalo Carstvom.

- 1697. – Bitka kod Sente: velika pobjeda habsburških snaga i saveznika nad turskim snagama.

- 1801. – U Leipzigu je premijerno izvedena romantična tragedija Friedricha Schillera "Djevica Orleanska", doživjevši velik uspjeh. Kasniji dramatičari kao npr. Friedrich Hebbel, Bertold Brecht i George Bernard Shaw puno su se kritičnije postavili prema toj francuskoj nacionalnoj junakinji.

- 1848. – Hrvatski ban Josip Jelačić prešao Dravu

- 1944. – Jugoslavenski partizani oslobađaju Mljet

- 1963. – Austrija je potpisala sporazum o prestanku atomskih pokusa.

- 1973. – U Čileu je desno orijentirana hunta pod vodstvom Augusta Pinocheta Ugarta (i uz pomoć SAD) razvlastila socijalističku vladu. U puču je ubijen predsjednik države Salvador Allende Gossens.

- 2001. – Teroristički napadi na Svjetski trgovački centar u New Yorku i na Pentagon u Washingtonu.

| - 1816. – Carl Zeiss, njemački optičar († 1888.) - 1859. – Vjenceslav Novak, hrvatski pisac († 1905.) - 1874. – Franjo Dugan st., hrvatski skladatelj, orguljaš i glazbeni pisac († 1948.) - 1877. – Feliks Dzeržinski, poljsko-ruski komunist († 1926.) - 1882. – Asta Nielsen, danska filmska i kazališna glumica († 1972.) - 1903. – Frano Alfirević, hrvatski pjesnik, esejist i putopisac († 1956.) - 1903. – Theodor Adorno, njemački filozof († 1969.) - 1914. – Gojko Stojčević, patrijarh srpski († 2009.) - 1947. – Mijo Korade, hrvatski povjesničar († 2020.) - 1968. – Slaven Bilić, bivši hrvatski nogometaš i trener - 1978. – Dejan Stanković, bivši srbijanski nogometaš i trener - 1979. – Filip Brkić, hrvatski sportski novinar - 1981. – Dario Hrebak, hrvatski političar | - 1063. – Bela I., ugarski kralj (* 1015.) - 1733. – François Couperin, francuski skladatelj (* 1668.) - 1789. – Luka Sorkočević, hrvatski skladatelj (* 1734.) - 1823. – David Ricardo, francuski ekonomist (* 1772.) - 1840. – Ivan Gabrijel Perboyre, francuski misionar (* 1802.) - 1948. – Muhammad Ali Jinnah, pakistanski političar (* 1876.) - 1971. – Nikita Sergejevič Hruščov, sovjetski političar (* 1894.) |

## Blagdani i spomendani
- Prot i Hijacint
- Ivan Gabrijel Perboyre